# Gale W. McGee
Gale William McGee (Lincoln, 17 de marzo de 1915-Washington D. C., 9 de abril de 1992) fue un político estadounidense, miembro del Partido Demócrata. Representó a Wyoming en el Senado de los Estados Unidos desde 1959 hasta 1977, siendo el último senador demócrata por Wyoming. Luego fue embajador de los Estados Unidos ante la Organización de los Estados Americanos (OEA) hasta 1981.

## Biografía

### Primeros años
Se graduó en Nebraska State Teachers College en Wayne en 1936, de la Universidad de Colorado en Boulder en 1939; y obtuvo un título de posgrado de la Universidad de Chicago en 1947. Fue profesor en varios colegios y universidades.
Poco después de recibir su doctorado, aceptó un puesto como profesor de historia estadounidense en la Universidad de Wyoming. Poco después, fundó y se desempeñó como presidente del Instituto de Asuntos Internacionales de dicha Universidad. En 1952, tomó un permiso de ausencia de un año de Wyoming para ser becario de investigación Carnegie en Nueva York con el Consejo de Relaciones Exteriores, donde fue asignado para investigar los misterios de las intenciones soviéticas.

### Senado
En 1958 dejó la universidad para presentar su candidatura al Senado de los Estados Unidos, desafiando al titular de la banca Frank A. Barrett. La competencia electoral atrajo la atención de los líderes del partido demócrata nacional en ambos lados. El líder de la mayoría en el Senado, Lyndon B. Johnson, el senador John F. Kennedy, el expresidente Harry S. Truman, entre otros, fueron a Wyoming para apoyar a McGee. Eleanor Roosevelt realizó una campaña nacional de recaudación de fondos para él. McGee finalmente derrotó a Barrett por un margen de 1.913 votos de un total de 116.230 votos emitidos. Ganó la mayoría de los votos en siete de los 23 condados.
Después de su victoria, fue nombrado miembro del Comité de Comercio Exterior e Interestatal y el líder de la mayoría del Senado Johnson lo nombró miembro del Comité de Asignaciones.
Fue reelecto en 1964. Después de más de 10 años como miembro del Comité de Asignaciones, fue nombrado presidente del subcomité de Operaciones Extranjeras.
En marzo de 1966, fue nombrado miembro del Comité de Relaciones Exteriores donde serviría hasta 1967. Fue reelegido en 1969 y ocupando el puesto hasta dejar el Senado. Creía en la política de contener el comunismo, y sus puntos de vista pro militares fueron acentuados por su firme apoyo a la ayuda extranjera. Johnson consideró fuertemente nombrarlo como embajador ante las Naciones Unidas tras la renuncia de Arthur Goldberg.
Fue reelegido nuevamente en 1970, recibiendo 67.207 contra los 53.279 del candidato republicano. Fue presidente del subcomité de Asuntos del Hemisferio Occidental del Comité de Relaciones Exteriores.
Fue nombrado por el presidente Richard Nixon para integrar una delegación del Congreso de los Estados Unidos dentro de la delegación estadounidense en la 27.° Asamblea General de las Naciones Unidas en 1972. Su tarea principal en la Asamblea fue conseguir que los miembros de las Naciones Unidas acordaran reducir las cuotas anuales de Estados Unidos del 31% al 25%, una diferencia de 13 millones de dólares. Gracias a los esfuerzos de McGee, junto con el embajador George H. W. Bush, la Asamblea General de la ONU aprobó dicha reducción, con 80 a favor.
También fue presidente de la Comisión de Correos y Servicio Civil del Senado. Perdió la elección de 1976, retirándose de la cámara alta del Congreso en 1977.

### Años posteriores y fallecimiento
Fue nominado por el presidente Jimmy Carter como embajador de los Estados Unidos ante la Organización de los Estados Americanos. Después de la aprobación del Senado, tomó juramento el 30 de marzo de 1977. Ocupó el cargo hasta mayo de 1981.
Tras dejar el sector público, fue presidente y fundador de Gale W. McGee Associates. Vivió en Bethesda (Maryland), hasta su muerte el 9 de abril de 1992. Fue sepultado en el cementerio de Oak Hill en Washington D. C.